# کارزار صحرای غربی
نبرد صحرای غربی در صحرای بزرگ آفریقا در کشورهای مصر و لیبی که جبهه اصلی نبرد شمال آفریقا در جنگ جهانی دوم محسوب می‌شود از سال ۱۹۴۰ تا ۱۹۴۳ رخ داد.

## شرح نبرد
نبرد در آفریقای شمالی هنگامی آغاز شد که در ۱۳ سپتامبر ۱۹۴۰ ارتش دهم ایتالیا به رهبری مارشال رودولفو گراتزیانی از پایگاه‌های خود در لیبی به نیروهای بریتانیایی در غرب مصر (که تعدادشان کمتر بود) حمله کرد چرا که موسولینی به هیتلر قول داده بود که مصر را تسخیر کند. تشکیلات نامرتب فاشیست‌ها و نبودن روحیه قوی نزد سربازان آن‌ها بریتانیا را قادر ساخت که تا رسیدن قوای کمکی مقاومت نمایند.
ضد حمله موفقیت‌آمیز بریتانیا در ۹ دسامبر ۱۹۴۰ به رهبری ژنرال سر آرچیبالد واول آغاز شد و به شکست نیروهای ایتالیا در ۲۲ ژانویه ۱۹۴۱ در توبروک واقع در شرق لیبی انجامید.
هیتلر به موسولینی پیشنهاد کمک در شمال آفریقا را نمود که با استقبال موسولینی مواجه گردید. در ۱۲ فوریه ۱۹۴۱، ژنرال آلمانی، اروین رومل وارد لیبی شد تا فرماندهی سربازانی را که برای تقویت متحدین ایتالیایی آلمان فرستاده شده بودند بر عهده گیرد. واحدهای آلمانی به سرعت گسترش یافته و به شکل یک سپاه درآمدند و به «سپاه آلمان در آفریقا» یا سپاه آفریقا شهرت پیدا کردند.
در ۲۴ مارس ۱۹۴۱، رومل حمله‌ای ترتیب داد و با دور زدن توبروک، در ۱۴ آوریل به مرز مصر رسید. در آنجا نیروهای بریتانیایی متخاصم و متحدان آلمانی- ایتالیایی تا نوامبر ۱۹۴۱ در بن‌بست قرار گرفتند.
ارتش هشتم بریتانیا (شامل سربازانی از انگلیس، استرالیا، هند، آفریقای جنوبی، نیوزلند و فرانسه آزاد) - که از نو سازمان یافته بود- با بهره‌گیری از تغییر مسیر منابع مادی و انسانی از آفریقای شمالی به جبهه شرق در اروپا در تابستان و پاییز، طی عملیات معروف به «جنگجوی صلیبی» به مواضع رومل حمله کرد. بریتانیایی‌ها بعد از شکست‌های زودهنگام، ارتش قدرت‌های محور را به لیبی عقب راندند، پادگان واقع در توبروک (طبرق) را آزاد کردند و رومل را مجبور کردند تا در ۶ ژانویه ۱۹۴۲ به العقیله (در مرز استانهای لیبیایی سیرنایکا و تریپولیتانیا) عقب‌نشینی کند.
توانایی آلمانی‌ها در انتقال منابع به آفریقای شمالی بعد از تثبیت کردن جبهه شرقی در ژانویه ۱۹۴۲ و تغییر مسیر منابع بریتانیا برای مقابله با تهدید نیروهای ژاپن در اقیانوس آرام بعد از ۷ دسامبر ۱۹۴۱، به رومل این امکان را داد تا حمله دیگری را در ۲۱ ژانویه آغاز کند. طی دو هفته، سربازان محور به الغزاله در غرب توبروک رسیدند. در ۲۶ ماه مه ۱۹۴۲، سربازان آلمانی و ایتالیایی دست به حمله دیگری به نام «ونیزیا» زدند و توانستند توبروک را محاصره و نیروهای متفقین را به مرز مصر عقب برانند. در ۲۱ ژوئن، توبروک سقوط کرد و نیروهای رومل بریتانیایی‌ها را تا مصر دنبال کردند. هیتلر برای قدردانی از او به وی درجه فیلد مارشالی داد.
فیلد مارشال اروین رومل تنها رهبر نظامی در جنگ جهانی دوم بود که نه تنها ایده‌آل افراد زیر امرش بود بلکه شدیداً مورد ستایش دشمنانش نیز بود، وینستون چرچیل از او به عنوان ژنرالی بزرگ چنین یاد کرد: «تحرک و جرئت او در شمال آفریقا، فجایع هولناکی را بر ما وارد کرد.»
لیدل هارت از او به عنوان یک نابغه نظامی یاد کرد که در شمال آفریقا به عنوان قهرمانی برای سربازان ارتش بریتانیا که با او می‌جنگیدند درآمده بود. او اضافه می‌کند در طول قرنها تاریخ جنگ در مقایسه با وی تنها ناپلئون چنین تأثیری بر روی وی داشته‌است.
لقب روباه صحرا که مبلغینش به وی داده بودند، نه به خاطر تحقیر، بلکه در ستایش زیرکی، سرعت عمل و قدرت تصمیم‌گیری آنی او بود. گزارش‌ها و شرح شجاعتهای حماسی رومل در جنگیدن، جهانی شده بود.
با وجود عقب‌نشینی‌های تاکتیکی که او گاهی انجام می‌داد، او ارتش هشتم متفقین را مداوم به سوی شرق عقب می‌راند. شهرت او چنان به اوج رسید که یک فرمانده بریتانیایی لازم دید به تا به سربازانش گوشزد نماید که: «رومل نه جادوگر است و نه یک سوپر من». در نبوغ نظامی و استثنایی بودن رومل همین بس که ژنرال مونتگومری فرمانده ارتش هشتم متفقین در مورد او گفته بود: «بزرگترین افتخار دوران نظامی بودنم این است که، هم‌رزم من مارشال رومل بود.»
در ژوئیه ۱۹۴۲، بریتانیایی‌ها نیروهای محور را در العلمین متوقف کردند. به رغم موفقیت بریتانیایی‌ها در متوقف کردن رومل، نخست‌وزیر بریتانیا، وینستون چرچیل فرماندهان نظامی ارشد خود در خاورمیانه را تغییر داد و ژنرال سر هارولد الکساندر را به عنوان فرمانده کل نیروهای بریتانیایی در خاورمیانه و سرتیپ سر برنارد ال. مونتگومری را به عنوان فرمانده ارتش هشتم منصوب کرد.
در ۳۰ اوت ۱۹۴۲، محور آخرین حمله خود در صحرای غرب را انجام دادند. در ۳ سپتامبر، بریتانیایی‌ها واحدهای محور را در نبرد علم الهلفا - درست در جنوب العالمین- متوقف کردند. مونتگومری بعد از جمع‌آوری سربازان و تجهیزات - از جمله تانکهای جدید آمریکایی- در ۲۳ اکتبر ۱۹۴۲ به نیروهای رومل در العالمین حمله کرد. ده روز بعد، نیروهای محور مجبور به عقب‌نشینی شدند. نبرد العلمین جایی است مسیر جنگ جهانی دوم بر می‌گردد متفقین از نیرویی مدافع به نیرویی مهاجم تبدیل می‌شوند. (در اصطلاح نظامی از حالت پدافند به آفند درآمدند)
رومل به امید حفظ نیروهای رزمنده خود برای نبرد در یک موقعیت استراتژیک بهتر، به سرعت به لیبی عقب‌نشینی کرد و در ۲۳ ژانویه ۱۹۴۳ تریپولی پایتخت لیبی را ترک کرد و یک هفته بعد به مرز تونس رسید.